# 天羅盜網
《天羅盜網》（英語：The Italian Job）是一套2003年的美國犯罪片，由F·加里·格雷執導，麥克·華堡、查理絲·花朗、愛德華·諾頓、傑森·史塔森及當奴·修打蘭等主演。
電影為1969年英國電影《奇謀妙計劫金磚》的重拍版，描述一班盜賊怎樣從一個曾出賣他們的同道手中偷走一堆金磚的故事；兩片雖然故事大綱一樣，但人物與細節都完全不同。

## 剧情
查理·克洛克（马克·沃尔伯格 饰）和他的搭挡约翰与史蒂夫（爱德华·诺顿 饰）都是盗窃高手，團隊成員有電腦駭客莱尔、駕駛技術高超的「帥羅布」與爆破专家「左耳」等人。一次，他们联手成功在義大利威尼斯抢劫了一批價值3500萬的“巴厘岛舞者”图案黃金，在撤退途中史蒂夫出卖了查理等人，先杀死了约翰且企圖殺害其他人，以為眾人已死的史蒂夫自己独吞了那笔巨额黄金。儘管查理等人順利脫身，被朋友出卖的查理等人念念不忘追踪史蒂夫並夺回那笔黄金和为朋友复仇。一年後，查理透過朋友調查获知史蒂夫隐遁在洛杉机，除了找回原本的團隊外還网罗新帮手。首先找到的是約翰的女兒斯黛拉，一位擅长在最短时间内撬开保险柜密码锁的美女（查理兹·塞隆 饰），起初史黛拉因父親一事怨恨查理等人不願加入，但為了復仇還是加入團隊。而帥羅布也推薦自己的朋友汽车改装技师「扳手」加入。
首先查理讓萊爾控制了洛杉矶市的交通系统，打算造成有史以来最大的城市交通阻塞來擺脫警方或史蒂夫的追捕，查理也透過關係取得左耳需要的炸藥。而他们驾驶着扳手改裝後的宝马迷你在地下道來模擬逃離路線。因为有史黛拉这个密码高手，撬开保险柜应该不成问题。帥羅布偷取一件維修工的衣服讓斯黛拉偽裝成維修員來替史蒂夫修電視，實際上是勘查史蒂夫的家來尋找黃金的位置。史蒂夫也順勢邀請斯黛拉吃晚餐，後者為了大局還是不甘願的答應。
可惜正當眾人實施計劃時，史蒂夫的鄰居剛好在開派對，這樣會有大量的目擊證人會行動曝光而引來警察因此只能取消計劃，斯黛拉不得已只能去約會。期間斯黛拉無意講出約翰的口頭禪而被史蒂夫識破身份，查理等人現身解圍，於是史蒂夫知道自己被盯上了。
而在史蒂夫販售黃金時被負責銷贓的珠寶店老闆耶夫亨發現黃金是義大利竊盜案的黃金，史蒂夫怕走漏風聲而槍殺了耶夫亨。史蒂夫逃走後，烏克蘭黑幫頭目馬什科夫來找表哥耶夫亨時發現表哥死後開始在找兇手，馬什科夫從表哥的員工探察到有人找耶夫亨打聽消息於是順著情報找上查理的朋友，因此得知查理一行人，而查理的朋友誤以為耶夫亨是查理等人殺害立即通知查理有人盯上他們。
萊爾監聽史蒂夫時聽到史蒂夫找來三台運鈔車來運黃金打算離開洛杉磯，查理推測史蒂夫絕對不會讓裝黃金的車遠離視線，其餘兩台肯定是調虎離山，因此制定新計劃。果然像查理的推論一樣，史蒂夫多聘用一台直升機在上方監視，萊爾從三台車中找到真正的車輛，於是讓扳手炸毀道路讓運鈔車掉入下水道，然後從車上收刮大量黃金。隨後查理讓其他人先行離去，自己引開史蒂夫，史蒂夫從直升機下機後搶了一台車跟蹤查理。
最後史蒂夫跟隨查理來到聯合車站，史蒂夫追到查理面前用槍逼迫他將黃金交出來，而馬什科夫與手下突然出現並持槍讓史蒂夫繳械，原來查理早就與馬什科夫達成協議，查理聘用馬什科夫保護他們的安危並順勢替對方查明真相，然後給了馬什科夫一部分的黃金請他處理史蒂夫，儘管史蒂夫為自己的行為狡辯，馬什科夫與查理等人認為史蒂夫缺乏想像力而對他說詞不以為然，隨後表示並不打算殺史蒂夫而會好好折磨他，斯黛拉順勢揍了史蒂夫一拳為父報仇。最後一行人用黃金過自己想要的生活。

## 演员
| 演员               | 角色           | 备注 |
| 马克·沃尔伯格      | 查理·克罗克    | 团队的首脑，专业窃贼，一心要为老师约翰·布里杰的死报仇，他被形容为“乳牙刚生出来就学会偷东西”，倒叙镜头展现了年轻的查理，帮孩子从恶霸处偷回钱。                                                                 |
| 查理兹·塞隆        | 斯特拉·布里杰  | 约翰的女儿和唯一的孩子，职业保险箱和保管库技术人员。不像喜欢大动干戈的父亲，斯特拉更热衷于用技术手段破解各大机构和警方的保险柜。当她得知杀害父亲的凶手史蒂夫已经找到后，为了复仇，她极不情愿地加入了团队。    |
| 爱德华·诺顿        | 史蒂夫         | 威尼斯抢劫案的“局内人”。他后来背叛了查理、约翰、罗布、莱尔和“左耳”，欲杀害五人。人们认为他“总是想着防御”，“缺乏想象力”。                                                                                      |
| 唐纳德·萨瑟兰      | 约翰·布里杰    | 斯特拉的父亲，专业保险箱窃贼，方法“老土”，完全用触摸来处理。他是查理的长期合作伙伴，因违反假释条款被关进监狱。在阿尔卑斯山的枪战中，被史蒂夫杀害。                                                            |
| 杰森·斯坦森        | “俊男”罗布     | 团队的首席车手，深得女人缘。查理称他曾驾车从洛杉矶一路狂奔，创下了世界上最长的高速公路追捕记录（倒叙镜头展现出罗布在高速公路上被数十辆警车追着）。他这样做，收到了110封来自看到他上新闻的女子寄来监狱的情书。 |
| 塞思·格林          | “纳普斯特”莱尔 | 计算机天才，团队的电脑专家。他声称自己发明了Napster，他说肖恩·范宁1997年是自己的大学室友，自己的想法被他偷走。                                                                                                |
| 莫斯·戴夫          | “左耳”吉利根   | 团队的“拆卸和爆破专家”。他的绰号来自于小时候把很多的M-80炸药放进抽水马桶，导致右耳失去听力。 |
| 弗兰基·G           | “扳手”         | 罗布找到的一个将迷你改装成装黄金的汽修工。他还协助众人安装炸药，将运钞车送进地铁，并负责把风。 |
| 鲍里斯·李·库鲁托格 | 耶夫亨         | 珠宝店老板，与乌克兰黑帮有关系，帮人家洗钱。他也是位阴谋论者，聘请史蒂夫帮助出售黄金。史蒂夫意识到他知道太多关于黄金藏身处的消息，就杀了他。                                                                  |
| 欧勒克·克鲁帕      | 马什科夫       | 洛杉矶乌克兰黑帮世家的骨干，耶夫亨的表弟。他借助耶夫亨的商店和当地的垃圾场洗钱。对史蒂夫谋杀耶夫亨怀恨在心。                                                                                                  |
| 肖恩·范宁          | 客串，本色出演 | 莱尔指控范宁，趁自己在东北大学宿舍里睡午觉时，从自己身上偷走纳普斯特。尽管其他人认为这仅仅是吹牛，但一处场景显示，范宁其实是匍匐着爬过正在熟睡的格林，拿走自己的电脑光盘。                                    |

## 制作

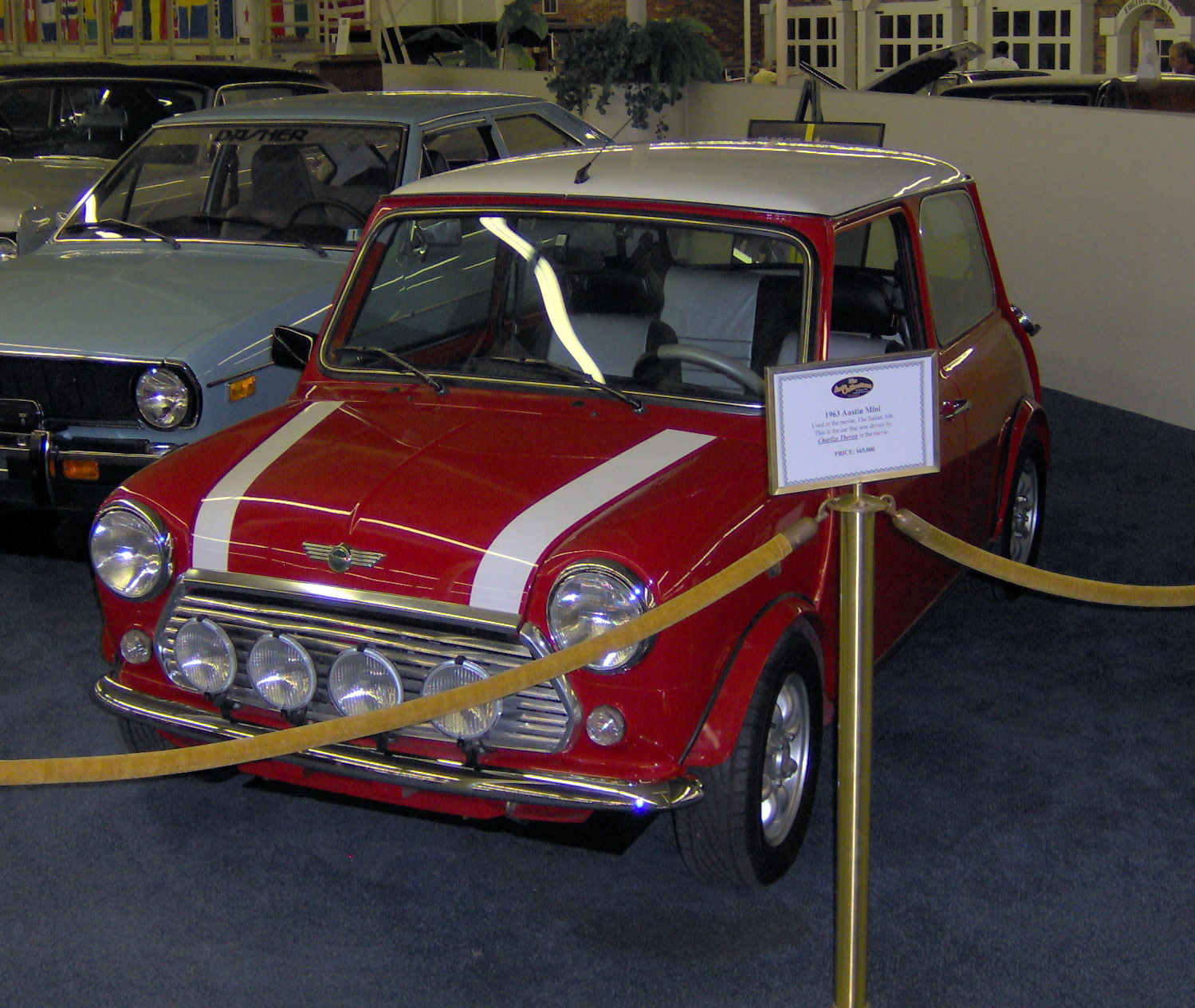
片中出现的32辆迷你中的一辆

### 开发
尼尔·珀维斯和罗伯特·韦德写了一份翻拍1969年派拉蒙英国犯罪喜剧《奇谋妙计劫金砖》的草案。唐娜和韦恩·鲍尔斯随后受委托为翻拍版写剧本。两人从未看过原片，只“希望获得关于其主题基调的灵感”。两年间改了18稿，他们最终开发出被导演F.加里·格雷称为“灵感忠于原片”的剧本。格雷、鲍尔斯兄弟和执行制片人詹姆斯·代尔认为三辆盗贼开的迷你库珀和金条被盗案应被保留。电影一些场景的故事脚本和试拍，在制片开始之前进行。

### 选角
鉴于沃尔伯格在《不羁夜》（1997年）的表现极为出众，格雷一直对他表现出兴趣。读过影片的剧本后，格雷与沃尔伯格接触，沃尔伯格读过剧本后也被吸引了。格林同样也被剧本吸引到项目。在沃尔伯格的提议下，盖里率先为斯特拉·布丽杰选择塞隆。塞隆为此花时间学撬锁。格雷的选角导演希拉·贾菲，认为斯坦森应饰演司机“俊男罗布”一角，格雷同意了。诺顿履行合同义务，参演了史蒂夫一角。预拍期间，沃尔伯格、塞隆和斯坦森在柳泉国际赛车公园参加为期近一个月的特技驾驶培训课程。

### 摄制
开拍前，格雷和摄影师沃利·菲斯特共同为影片开发视觉风格。他们翻阅了汽车广告和杂志照片，以及拿《毒网惊魂》（1971年）、《浪人》（1998年）和《伯恩的身份》（2002年）的追车场面作为视觉参考。菲斯特想用“形成鲜明对比的暗色纹理和底色”，他与制作设计查理·伍德合作调色，两人给了格雷自己想法。派拉蒙建议影片不要用变形格式拍摄，尽管菲斯特正有此意。盖里为达到宽屏宽高比，选用了Super 35胶片以求2.4:1的宽高比。一旦主体拍摄开始，格雷就得经常用到推车、斯坦尼康和吊臂拍摄，保持相机持续移动。
影片大量镜头为外景，菲斯特在前期制作过程中，花了12周物色取景地，但有些场景是内景。开头抢劫场景中的威尼斯建筑、史蒂夫的豪宅、酒店房间和洛杉矶地铁红线隧道，是在加州的唐尼工作室搭景。至于装甲车从好莱坞大道掉进地铁隧道的场景，菲斯特用了七家相机捕捉车子。剧组花了一个星期，计划三百辆车用来模拟好莱坞和高地中心路口的堵车。32辆定制版迷你库珀中的3辆配有电动马达，在主体拍摄中使用，以遵循电影取景的地铁隧道不准用内燃机的规定。其他迷你库珀也进行了改装，好在车内放置摄像机。导演表示“他们（迷你库珀）是剧组的一份子。”
格雷尽可能让电影看上去逼真，因此，演员们的特技都是亲力亲为，计算机生成的图像非常谨慎地使用。亚历山大·威特和摄影师乔什·布雷多带领的第二剧组，花了40天在威尼斯运河和洛杉矶拍摄追逐戏。外景拍摄带来一些挑战。在意大利威尼斯，由于船只高速驾驶，公开的抢劫场面严格遵循当局的监控。在帕苏费达亚，意大利阿尔卑斯山寒冷的气温，给剧组带来麻烦：“枪会塞住，你想象只带一瓶没结冰的水走40英尺的情景，这就是我们要的工作条件。”格雷表示。取景时，行人仅能走好莱坞大道两旁的人行道。此外，高速公路和城市街道的拍摄仅能在周末进行。

## 发行

### 票房表现
影片于2003年5月11日在翠贝卡电影节首映，5月30日登陆全美各大影院。开画首周末，电影斩获19457944美元的票房。派拉蒙于8月29日重新发行影片，11月下画，影片在美国斩获106128601美元票房，加拿大票房为69941570美元，全球票房176070171美元。这是派拉蒙在2003年票房最高的电影。

### 专业评价
烂番茄基于177条评价，给影片打出73%的总支持率，加权平均得分为6.4/10。相比之下，拥有标准化评级的Metacritic，基于37条评论，100分满分的基础上，给影片打出68分，意为“一般”。
Salon.com的斯蒂芬妮·扎哈里克（Stephanie Zacharek）喜欢重制的剧本和特技场面的风格，尤其是三辆迷你库珀，被她称为影片的亮点。BBC评论员斯特拉·帕帕迈克尔（Stella Papamichael）给了影片4星评价（5星满分），复仇情节增加了原片所缺乏的冲击力。《洛杉矶时报》评论员凯文·托马斯（Kevin Thomas）盛赞开头的威尼斯抢劫场面，以及每位窃贼的性格，但认为洛杉矶抢劫的镜头“铺开得可以说是有点长”。罗杰·艾伯特给出3星评价（4星满分），认为影片“两个小时盲目逃避现实相对熟练得专业”。也给出3星评价（4星满分）的詹姆斯·伯拉迪尼（James Berardinelli）表示格雷发现了拍犯罪片的合适配方：“让一切动起来，在线索间开发出很漂亮的引线，偶尔折腾出惊喜，潇洒的派头绝配。”《综艺》的罗伯特·克勒（Robert Koehler）将影片与另一部犯罪题材电影《鬼计神偷》（2001年）做比较，后者爱德华·诺顿扮演了类似的角色。
《纽约客》的大卫·邓比（David Denby）盛赞诺顿的表现，以及塞思·格林、莫斯·戴夫和不用数码特效的动作场面。《娱乐周刊》的欧文·格雷伯曼（Owen Gleiberman）给了本片B-级，相比2000年重制版《极速60秒》和2001年重制版《十一罗汉》更积极。《纽约每日新闻》评论员杰克·马修斯（Jack Mathews）给本片打出2.5星（4星满分），动作场面和曲折情节是原片的“巨大进步”，则认为洛杉矶抢劫场景“聪明但荒谬”。《今日美国》的迈克·克拉克（Mike Clark）质疑洛杉矶抢劫场景的可行性，称影片是“慵懒的重制片”，给出2星（4星满分）。《滚石》的彼得·特拉弗斯（Peter Travers）给本片打出1星（4星满分），认为影片是“一部圈钱的犯罪电影，遵循1969年版的无趣公式化”。特拉弗斯欣赏格林和戴夫扮演角色的喜剧性调剂，认为除了迷你库珀，诺顿是“表现最具磁性的一位”，但他认为电影缺乏逻辑。

### 家庭观演
本片的DVD由派拉蒙家庭娱乐公司于2003年10月7日发行，新增影片的五段的制作花絮和六段删减片段。HD DVD版2006年8月8日发布，蓝光版2006年10月24日发布。

### 荣誉
F·加里·格雷赢得2004年美国黑人电影节电影人生导演奖“最佳导演奖”。克莱·库伦、迈克尔·克里斯、让·保罗·鲁杰罗、迈克·马萨，凭借威尼斯运河游艇追逐场景，获得2004年金牛世界特技奖最佳专业特技奖。本片被提名为2003年最佳动作/冒险/惊悚电影，但该奖被《杀死比尔》斩获。2009年4月，IGN将影片的洛杉矶追车戏列为“21世纪十大追车戏”之一。

### 分析
犯罪学家妮可·拉夫（Nicole Rafter）认为影片与《偷天遊戲》（1999年）和《盜海豪情》（2001年）是21世纪初犯罪电影的复兴，后两者是20世纪60年代犯罪电影的翻拍版。电影学者杰里米·斯特朗博士（Dr.Jeremy Strong）描述其“团伙电影”流派理论，认为影片跟《豪勇七蛟龙》（1960年）、《第三集中營》（1963年）、《十二金刚》（1967年），以及最近的《非常嫌疑犯》（1995年）和《碟中谍》（1996年）归为一类。他表示：
团伙电影讲的是一个群体，为一个特定目标而努力。然而，目标的定义在众多剧本和流派的剧情属性中，被广泛认同，它也是绝大多数涉及到角色间相互作用的电影的情况。区分团体电影的元素，在于团体的意义在尝试给定目标时被提升......电影已发展到主角的许多确定事件被特别强调，并占据荧幕时间的程度，但团伙电影因其出于目标和成员间友谊的坚持，应另立门派。
另外斯特朗拿影片跟《碟中谍》比较，认为剧情套路“首要任务是展现团队成员的角色和技能，但却被背叛破坏，因此有必要重新建立团队架构。”
影片采用了当时宝马新生产的复古风格迷你，被评论家和业务分析师在为现代产品布局时提及，更确切地说是“品牌整合”的典型例子。影评人乔·摩根斯坦（Joe Morgenstern）认为影片“有史以来最好的商业营销”。扎哈里克和马修斯在各自的影评中提到了汽车的突出地位，他们还写道这是与1969年原版电影的联结。《商业周刊》2004年4月报道，2003年迷你全年销售量因影片的上映，比上年同期增长22%。

## 续集
影片的续集，暂名为《巴西任务》，于2004年夏开发，但一直面临着多方的阻力。2005年3月，主题摄影最初计划于2005年3月开始，计划于2005年11月和12月发布。然而，脚本迟迟未完成，发行日期被推迟到2006年，后来改为2007年夏。编剧大卫·特伍带着《破坏能手》（The Wrecking Crew）的原创剧本接触派拉蒙影业，虽说工作室喜欢这个主意，但他们认为该作品最好是《意大利任务》的续集。格雷再度被提名导演，但原班人马并未全数回归。剧本的两个草案于2007年8月写成，但该项目并未立项。
2008年3月接受采访时，杰森·斯坦森表示“有人刚刚把它（电影资料）从IMDB删除，直至前期准备完成才重新出现。”制片人唐纳德·德·莱恩（Donald De Line）6月份透露，《巴西任务》的剧本已经开发，预算已到位，但“随着管理人员的变动发生了很多事情，剧本还是交上去了。”至于剧情，他表示将在巴西开始，设在里约热内卢，随后转场到比利时，涉及钻石。”然而，格林在9月表示，续集在不久的将来不太能出现。2009年3月9日，德·莱恩表示：“我们在派拉蒙非常认真地讨论了一个版本”，此外值得一提的是，剧组对项目很感兴趣。尼尔·珀维斯和罗伯特·韦德当年一直在位续集定稿。《每日纪事报》9月报道塞隆签署了电影合同。10月，格雷表示他享受制作《意大利任务》的过程，如果剧本定稿，他仍有担任续集导演的兴趣，认为这取决于档期。
2010年1月，特伍接受采访时表示：“《巴西任务》可能不会有。我几年前就寫了剧本，他们在IMDB上不断折腾它。派拉蒙——我还能说什么？”6月份，当被问及续集时，格林表示“《巴西任务》实际上不存在”，并将其称为“IMDB的精彩神话”。

## 參註
1. 1 2  . Box Office Mojo.   [2008-04-19]. （原始内容存档于2007-10-26）.
2. 1 2  Valdez, Joe. . This Distracted Globe. 2007-08-05  [2009-10-14]. （原始内容存档于2009-06-07）.
3. 1 2  Powers, Donna. . Paramount Pictures (Documentary). 2003.
4. 1 2 3 4 5 6 7  Gray, F. Gary. . Paramount Pictures (Documentary). 2003.
5. ↑  Stax. . IGN. 2003-03-17  [2008-09-15]. （原始内容存档于2012-07-10）.
6. 1 2 3 4 5 6 7 8 9  Fisher, Bob. . International Cinematographers Guild. May 2003  [2010-07-11].
7. ↑  Applebaum, Stephen. . BBC. 2003-09-15  [2008-09-15]. （原始内容存档于2008-12-11）.
8. ↑  Lee, Alana. . BBC. 2003-09-15  [2008-09-16]. （原始内容存档于2009-01-08）.
9. 1 2  Travers, Peter. . Rolling Stone. 2003-05-30  [2008-09-13]. （原始内容存档于2014-04-28）.
10. 1 2 3  Schaffels, Brandy. . Motor Trend. 2003-05-23  [2009-10-20]. （原始内容存档于2009-11-02）.
11. 1 2 3  . Paramount Pictures (Documentary). 2003.
12. 1 2  Donaton, Scott. . McGraw-Hill Professional (New York). 2004: 89–90. ISBN 0-07-143684-7.
13. ↑  . Paramount Pictures (Documentary). 2003.
14. ↑  Gibson, Kendis. . CNN. 2003-06-05  [2009-10-15]. （原始内容存档于2010-02-09）.
15. 1 2  Daly, Steve. . Entertainment Weekly. 2003-06-05  [2008-09-13]. （原始内容存档于2008-12-02）.
16. ↑  McNary, Dave. . 综艺 (Reed Business Information). 2003-08-14  [2008-09-18]. （原始内容存档于2012-09-17）.
17. ↑  . Box Office Mojo. Amazon.com.   [2008-04-19]. （原始内容存档于2007-10-26）.
18. ↑  McNary, Dave. . Variety (Reed Business Information). 2003-12-21  [2008-10-05]. （原始内容存档于2013-02-05）.
19. ↑  . Rotten Tomatoes. Flixter.   [2010-08-24]. （原始内容存档于2010-06-30）.
20. ↑  . Metacritic. CBS Interactive.   [2008-09-13]. （原始内容存档于2010-08-17）.
21. 1 2  Zacharek, Stephanie. . Salon.com. 2003-05-30  [2008-10-14]. （原始内容存档于2009-01-15）.
22. ↑  Papamichael, Stella. . BBC. 2003-10-04  [2008-09-15]. （原始内容存档于2008-12-12）.
23. ↑  Thomas, Kevin. . Los Angeles Times. 2003-05-30  [2012-09-17]. （原始内容存档于2014-03-10）.
24. ↑  Ebert, Roger. . Chicago Sun-Times. 2003-05-30  [2008-09-13]. （原始内容存档于2009-01-04）.
25. ↑  LaSalle, Mick. . San Francisco Chronicle (Hearst Communications, Inc). 2003-05-30  [2008-09-13]. （原始内容存档于2008-06-18）.
26. ↑  Berardinelli, James. . ReelViews.net. 2003-05-27  [2008-10-09]. （原始内容存档于2008-05-16）.
27. ↑  Koehler, Robert. . Variety. Reed Business Information. 2003-05-26  [2008-09-13].
28. ↑  Denby, David. . The New Yorker. 2003-06-16  [2008-10-14]. （原始内容存档于2008-04-08）.
29. ↑  Glieberman, Owen. . Entertainment Weekly. 2003-05-30  [2008-09-13]. （原始内容存档于2008-12-29）.
30. 1 2  Mathews, Jack. . New York Daily News. 2003-05-30  [2012-09-17].[]
31. ↑  Clark, Mike. . USA Today. 2003-05-29  [2008-10-09]. （原始内容存档于2008-10-07）.
32. ↑  Patrizio, Andy. . IGN. 2003-10-17  [2008-09-15]. （原始内容存档于2008-10-02）.
33. ↑  . HDDVD.HighDefDigest.com.   [2008-09-19]. （原始内容存档于2011-07-11）.
34. ↑  . Bluray.HighDefDigest.com.   [2008-09-19]. （原始内容存档于2011-07-23）.
35. ↑   (新闻稿). Film Life, Inc. 2004-07-20  [2008-09-13]. （原始内容存档于2011-07-16）.
36. ↑  . Taurus World Stunt Awards.   [2009-10-13]. （原始内容存档于2011-07-16）.
37. ↑  . SaturnAwards.org.   [2009-10-14]. （原始内容存档于2006-05-07）.
38. ↑  Monfette, Christopher. . IGN. 2009-04-02  [2009-10-15]. （原始内容存档于2009-04-06）.
39. ↑  Rafter, Nicole. . Oxford University Press US 2 (New York). 2006: 40–41. ISBN 0-19-517506-9.
40. 1 2 3  Strong, Jeremy. . Kinema (Ontario, Canada: University of Waterloo).   [2009-10-13]. （原始内容存档于2011-07-06）.
41. ↑  Eisenberg, Daniel. . 時代雜誌 (New York: Time Inc). 2002-09-02.
42. ↑  Edmonson, Gail; Michael Eidam. . BusinessWeek (McGraw-Hill). 2004-04-05  [2009-10-13]. （原始内容存档于2010-01-09）.
43. 1 2  Soll, Lindsay. . Entertainment Weekly. 2008-09-09  [2008-09-10]. （原始内容存档于2008-09-10）.
44. ↑  Davidson, Paul. . IGN. 2003-07-23  [2008-10-08]. （原始内容存档于2007-10-25）. Fleming, Michael and McNary, Dave. . Variety (Reed Business Information). 2004-07-19  [2008-09-17]. （原始内容存档于2012-09-19）. McNary, Dave. . Variety (Reed Business Information). 2004-09-26  [2008-09-17]. （原始内容存档于2012-09-19）. Keck, William. . USA Today. 2004-09-23  [2008-10-10]. （原始内容存档于2009-08-22）. See also: Davidson, Paul. . IGN. 2004-09-27  [2008-09-17]. （原始内容存档于2009-08-20）.
45. ↑  McNary, Dave. . Variety (Reed Business Information). 2004-11-07  [2008-10-05]. （原始内容存档于2012-09-18）. See also: Tecson, Brandee. . MTV. 2005-12-27  [2009-03-18]. （原始内容存档于2013-01-29）.
46. 1 2  Davidson, Paul. . IGN. 2005-12-16  [2008-06-17]. （原始内容存档于2011-07-13）. Davidson, Paul. . IGN. 2007-05-02  [2008-06-17]. （原始内容存档于2011-07-13）.
47. 1 2  Fleming, Michael. . Variety (Reed Business Information). 2005-05-31  [2008-09-11]. （原始内容存档于2013-02-08）.
48. ↑  Goldman, Eric. . IGN. 2007-08-17  [2008-09-15]. （原始内容存档于2009-02-04）.
49. ↑  IGN Staff. . IGN. 2008-03-04  [2008-06-17]. （原始内容存档于2008-03-08）.
50. ↑  Weintraub, Steve. . Collider.com. 2008-06-04  [2010-07-05]. （原始内容存档于2010-01-13）.
51. ↑  Douglas, Edward. . ComingSoon.net. 2009-03-09  [2009-03-18]. （原始内容存档于2009-03-12）.
52. ↑  Fleming, Michael. . Variety (Reed Business Information). 2009-06-12  [2009-10-14]. （原始内容存档于2013-02-05）.
53. ↑  Fulton, Rick. . The Daily Record. 2009-09-21  [2010-04-12]. （原始内容存档于2009-12-27）.
54. ↑  Douglas, Edward. . ComingSoon.net. 2009-10-05  [2009-10-12]. （原始内容存档于2009-10-08）.
55. ↑  Giroux, Jack. . The Film Stage. 2010-01-18  [2010-07-05]. （原始内容存档于2010-07-20）.
56. ↑  Lieberman, Jason. . IGN. 2010-06-30  [2010-07-05]. （原始内容存档于2010-07-05）.

## 外部連結
- 官方网站
- 互联网电影数据库（IMDb）上《天羅盜網》的资料（英文）
- Box Office Mojo上《天羅盜網》的資料（英文）
- AllMovie上《天羅盜網》的资料（英文）
- Metacritic上《天羅盜網》的資料（英文）
- 爛番茄上《天羅盜網》的資料（英文）